# ポリデオキシリボヌクレオチド
ポリデオキシリボヌクレオチド(polydeoxyribonucleotide: PDRN) は、特定の分子量の範囲のデオキシヌクレオチドの重合体、DNAの断片で、ヒトの胎盤やサケ Oncorhynchus keta の精子から抽出できる。韓国やイタリアで組織修復作用から医薬品で、注射やクリームが存在する。化粧品や、サプリメントも販売されている。

## 原料
PDRNは当初胎盤から抽出された組織修復刺激剤として発見され、ほかにもマス Oncorhynchus mykiss やサケ Oncorhynchus keta の精子から抽出されマスはイタリアの医薬品、サケは韓国の医薬品に使用されているがこの2種の魚は同種であり、産卵のために韓国へと移動している。分子量は、50塩基から2000塩基である。

## 医療
イタリアでは注射剤の プラセンテックス (Placentex Integro、処方薬)、韓国では注射剤の Rejuvenex（処方薬）と、クリーム（一般医薬品）、また点眼薬（一般医薬品）が存在する。
注射剤は、15日から20日間隔で使用される。

### 一般用途
PDRNを用いた化粧品や、サプリメントもある。

## 作用機序
作用機序は明確ではないが、サイトカインの濃度を低下させることで抗炎症作用を発揮する。外用剤については、ある市販製品では分子量350ダルトンであり、通常500ダルトン以下でないと角質層を通過できないとされる。

## 有効性
イタリアでの192名のランダム化比較試験 (RCT) で、8週間後に糖尿病による足の潰瘍の完全治癒率はPDRNの注射で約37%、偽薬で約19%、治癒完了までPDRNで平均30日、偽薬で49日であった。23名でのRCTで、Placentex Integroを使用し褥瘡に対し偽薬より傷の大きさを減少した。60の眼球で目の傷である角膜の完全な上皮化において、PDRNの方が偽薬よりも早かった。皮膚を欠損させた60匹のマウスでは、サケ由来PDRNの方がマス由来よりも創傷治癒の期間を短縮させた。
色素沈着に使用されているが研究がないので、2016年の6人での初の予備試験では、色素沈着部位へのPlacentexの注射（月1で計3回）で有意に改善した。